# Relleno con círculos de un triángulo equilátero
El relleno con círculos de un triángulo equilátero es un problema de empaquetado estudiado en matemáticas discretas. Consiste en acomodar n círculos de radio unidad en el triángulo equilátero más pequeño posible.

## Soluciones
Se conocen las soluciones óptimas para n < 13 y para cualquier número triangular de círculos, y en los años 1990 se formularon conjeturas para n < 28.
Una conjetura de Paul Erdős y Norman Oler indica que, si n es un número triangular, entonces los empaquetamientos óptimos de los  n−1 y de los n círculos tienen la misma longitud lateral: es decir, según la conjetura, se puede encontrar un empaquetamiento óptimo para n−1 círculos eliminando cualquier círculo individual del empaquetamiento hexagonal óptimo para n círculos. Esta conjetura ahora se sabe que es verdadera para n ≤ 15.
Soluciones mínimas y su longitud del lado del triángulo asociado para círculos de radio uno:
| Número de círculos | Número triangular | Longitud                                                                             | Área      |
| ------------------ | ----------------- | ------------------------------------------------------------------------------------ | --------- |
| 1                  | Sí                | {\displaystyle 2{\sqrt {3}}} = 3.464...                                              | 5.196...  |
| 2                  | No                | {\displaystyle 2+2{\sqrt {3}}} = 5.464...                                            | 12.928... |
| 3                  | Sí                | {\displaystyle 2+2{\sqrt {3}}} = 5.464...                                            | 12.928... |
| 4                  | No                | {\displaystyle 4{\sqrt {3}}} = 6.928...                                              | 20.784... |
| 5                  | No                | {\displaystyle 4+2{\sqrt {3}}} = 7.464...                                            | 24.124... |
| 6                  | Sí                | {\displaystyle 4+2{\sqrt {3}}} = 7.464...                                            | 24.124... |
| 7                  | No                | {\displaystyle 2+4{\sqrt {3}}} = 8.928...                                            | 34.516... |
| 8                  | No                | {\displaystyle 2+2{\sqrt {3}}+{\dfrac {2}{3}}{\sqrt {33}}} = 9.293...                | 37.401... |
| 9                  | No                | {\displaystyle 6+2{\sqrt {3}}} = 9.464...                                            | 38.784... |
| 10                 | Sí                | {\displaystyle 6+2{\sqrt {3}}} = 9.464...                                            | 38.784... |
| 11                 | No                | {\displaystyle 4+2{\sqrt {3}}+{\dfrac {4}{3}}{\sqrt {6}}} = 10.730...                | 49.854... |
| 12                 | No                | {\displaystyle 4+4{\sqrt {3}}} = 10.928...                                           | 51.712... |
| 13                 | No                | {\displaystyle 4+{\dfrac {10}{3}}{\sqrt {3}}+{\dfrac {2}{3}}{\sqrt {6}}} = 11.406... | 56.338... |
| 14                 | No                | {\displaystyle 8+2{\sqrt {3}}} = 11.464...                                           | 56.908... |
| 15                 | Sí                | {\displaystyle 8+2{\sqrt {3}}} = 11.464...                                           | 56.908... |

Un problema estrechamente relacionado es cubrir el triángulo equilátero con un número fijo de círculos iguales, teniendo un radio tan pequeño como sea posible.